# 427
Період падіння Західної Римської імперії. У Східній Римській імперії триває правління Феодосія II. У Західній правління Валентиніана III, значна частина території окупована варварами, зокрема в Іберії утворилося Вестготське королівство. У Китаї правління династії Лю Сун. В Індії правління імперії Гуптів. У Японії триває період Ямато. У Персії править династія Сассанідів.
На території лісостепової України Черняхівська культура. У Північному Причорномор'ї готи й сармати. Історики VI століття згадують плем'я антів, що мешкало на території сучасної України приблизно з IV сторіччя. З'явилися гуни, підкорили остготів та аланів й приєднали їх до себе.

## Події
- Консули Флавій Гіерій і Флавій Ардавурій.
- Флавій Аецій прибув у Галлію з 40-тисячним військом і наніс поразку вестготам, які взяли в облогу Арль.
- Боніфацій, стратег Африки, підняв бунт проти Валентиніана III. Його звинувачено в зраді й проти нього кинуто війська імперії.
- Паннонію повернуто Риму. [згідно з хронікою Марцелліна комита]
- Аврелій Августин видав працю «Про град Божий».
- Розгром кідаритів персами.
- Розгром ефталітів індусами.
- Хунну обложили табгачів у Чан'яні. Табгачі взяли ставку Хелянь Чана, примусивши зняти облогу з Чан'ані.
- 427—432 (традиційно 400—405) — 17-й імператор Японії Рітю: (335/41-405).

## Померли
- 24 грудня — святитель Сісіній I, патріарх Константинопольський.